# Heinrich Heidenreich (Landrat)
Heinrich Heidenreich (* 17. Oktober 1880 in Regensburg; † im 20. Jahrhundert) war ein deutscher Landrat zur Zeit des Nationalsozialismus.

## Leben
Nach dem Abitur studierte Heinrich Heidenreich Rechtswissenschaften an der Ludwig-Maximilians-Universität München (dort Mitglied im AGV München) und der Friedrich-Alexander-Universität Erlangen-Nürnberg. In den Jahren von 1903 bis 1906 absolvierte er den juristischen Vorbereitungsdienst und legte im Anschluss daran in Regensburg das große juristische Staatsexamen (früher Staatskonkurs) ab. Bevor er am 1. März 1909 Akzessist bei der Regierung der Oberpfalz wurde, war er dort als Praktikant tätig und während dieser Zeit für die Leitung der städtischen Rechtsauskunftsstelle Regensburg bzw. Übernahme der Stelle des Amtsanwalts in Regensburg beurlaubt.  Am 1. Oktober 1912 erhielt er die Stelle eines Assessors im Bezirksamt Cham, 1919 in Kaufbeuren. 1925 zum Regierungsrat ernannt, nahm er von Februar 1929 bis September 1934 als Bezirksamtsvorstand die Leitung der Verwaltung in Marktoberdorf wahr. Vom 1. Oktober 1934 bis Mai 1945 war er Bezirksamtsvorstand (ab 1939 Landrat) des Bezirksamts Freising (ab 1939 Landkreis Freising). Aus seinem Amt entlassen, wurde er in der Zeit vom 28. Mai 1945 bis zum 3. April 1947 interniert. Im Entnazifizierungsverfahren wurde er durch die Spruchkammer Freising als Mitläufer eingestuft, so dass Heidenreich zum 1. Oktober 1948 bei gleichzeitiger Versetzung in den Ruhestand wieder eingestellt wurde.
Am 2. September 1937 beantragte er die Aufnahme in die NSDAP und wurde rückwirkend zum 1. Mai desselben Jahres aufgenommen (Mitgliedsnummer 5.014.193).